# GenBank
GenBank é um banco de dados de anotações de sequências de nucleotídeos publicamente disponíveis e suas traduções de proteínas. Esse banco de dados é produzido e mantido pelo National Center for Biotechnology Information (NCBI).

## História
Em 1979, o pesquisador Walter Goad e colaboradores do Laboratório Nacional Los Alamos (LANL) estabeleceram a Base de Dados de Sequências de Los Alamos, que culminou em 1982 na criação do banco de dados públicos GenBank.  O projeto foi financiado pelo National Institutes of Health,  National Science Foundation, Departamento de Energia e pelo Departamento de Defesa dos Estados Unidos. Contando com a colaboração entre LANL e a firma Bolt, Beranek, and Newman, o GenBank já possuía mais de 2000 sequências armazenadas no final de 1983.

## Organismos armazenados no GenBank
Com o advento das novas tecnologias de sequenciamento de DNA, o banco de dados do GenBank passou a armazenar um número cada vez maior de sequências e anotações de genomas de organismos.
| Organismo                     | Pares de base  |
| Homo sapiens                  | 16.310.774.187 |
| Mus musculus                  | 9.974.977.889  |
| Rattus norvegicus             | 6.521.253.272  |
| Bos taurus                    | 5.386.258.455  |
| Zea mays                      | 5.062.731.057  |
| Sus scrofa                    | 4.887.861.860  |
| Danio rerio                   | 3.120.857.462  |
| Strongylocentrotus purpuratus | 1.435.236.534  |
| Macaca mulatta                | 1.256.203.101  |
| Oryza sativa Japonica Group   | 1.255.686.573  |
| Nicotiana tabacum             | 1.197.357.811  |
| Xenopus (Silurana) tropicalis | 1.249.938.611  |
| Drosophila melanogaster       | 1.119.965.220  |
| Pan troglodytes               | 1.008.323.292  |
| Arabidopsis thaliana          | 1.144.226.616  |
| Canis lupus familiaris        | 951.238.343    |
| Vitis vinifera                | 999.010.073    |
| Gallus gallus                 | 899.631.338    |
| Glycine max                   | 906.638.854    |
| Triticum aestivum             | 898.689.329    |